# Stradario di Livorno
Questa lista è suscettibile di variazioni e potrebbe essere incompleta o non aggiornata.

In questo stradario di Livorno sono compresi i nomi di strade, piazze e luoghi del territorio comunale di Livorno e la loro storia, sia di quelli attuali che di quelli non più esistenti.

## Introduzione

Via Grande agli inizi del XX secolo

Le origini dei nomi di strade e piazze costituiscono una parte della storia di una città, con richiami a fatti e personaggi anche minimi ma comunque degni di un certo interesse.
In epoca pre-unitaria una strada comunitativa ("della Comunità", cioè "comunale") per essere tale doveva soddisfare una delle due seguenti condizioni: unire un borgo alla città oppure unire due chiese tra loro; se nessuna delle due condizioni esisteva, la strada era classificata come vicinale cioè non appartenente alla comunità e quindi privata, seppur aperta al transito pubblico (in pratica una strada di campagna). A sua volta un borgo per essere definito tale doveva avere una chiesa.
Il nome di una strada può indicare la sua destinazione provenendo dalla città, per esempio via di Coteto, via dell'Origine, via del Ponte dei Lami, via Porta alle Colline.
Tra i primi nomi che le strade anticamente ricevevano ci poteva essere quello della famiglia proprietaria dei terreni sui quali la strada stessa veniva aperta; in seguito molti di questi toponimi furono cambiati ma alcuni esistono ancora oggi (Azzati, Castelli, Cavalletti, Chiellini, ecc.).
Molti nomi della vecchia Livorno derivavano da quelli di locande e osterie: Bandiere, Angiolo, Frascato, Unghero, Falcone, Frusta, Satiro, Cappello, Oro, ecc. Altre strade prendono nome dai mestieri che vi si esercitavano: Materassai, Pellicciai, Lavandaie, ecc.
Le intense attività commerciali legate ai traffici portuali portarono alla creazione di numerosi magazzini per le merci che a loro volta dettero il nome alle strade sulle quali si affacciavano: acciughe, bottini dell'olio, uffizio dei grani, ecc.
Anche la tradizione politica democratica formatasi a Livorno durante il Risorgimento ha influito sulla toponomastica con le numerose strade dedicate a fatti e personaggi di quel periodo storico. Oltre alle dediche generiche all'indipendenza, al Risorgimento e all'unità d'Italia, si trovano Giuseppe e Anita Garibaldi, Nino Bixio, i Mille e i garibaldini Andrea e Jacopo Sgarallino, Giuseppe Cesare Abba, Giuseppe Bandi, Corrado Dodoli, Vincenzo Malenchini e Giovanni Salvestri; Giuseppe Mazzini, la Giovine Italia e i mazziniani Carlo Bini, Adriano Lemmi e Aurelio Saffi; i difensori di Livorno del 1849 Enrico Bartelloni, Giovanni Battista Maggini, Pietro Martini, Marco Mastacchi e la data dell'undici maggio che ricorda l'assedio della città da parte degli austriaci; Cavour e i comandanti italiani nelle guerre di indipendenza Diego Angioletti, Alfredo Cappellini, Enrico Cialdini; scontri e battaglie di Aspromonte, Bezzecca, Calatafimi, Mentana, Palestro, Pastrengo, Solferino, Vascello, Villa Glori e la data del venti settembre che ricorda la breccia di Porta Pia. Sono presenti anche numerosi altri personaggi attivi durante il Risorgimento: i fratelli Bandiera, i fratelli Cairoli, Oreste Franchini, Francesco Domenico Guerrazzi, Goffredo Mameli, Daniele Manin, Giovanni Marchi, Carlo Meyer, Silvio Pellico, Carlo Pisacane, i fratelli Poerio e Tito Speri.
Altro periodo storico che ha influito sulla toponomastica cittadina è la seconda guerra mondiale e la resistenza: la Brigata Garibaldi, i martiri delle Fosse Ardeatine (anche via delle Fosse Ardeatine): Pilo Albertelli e Ilario Zambelli; Bruno Buozzi, i caduti di Marzabotto, i caduti nei lager nazisti e gli ebrei vittime del nazismo.
Alcuni quartieri di recente costruzione hanno strade con nomi a tema: le strade del quartiere Coteto, costruite nei primi anni sessanta, hanno i nomi delle regioni italiane, alcune strade del quartiere La Rosa hanno nomi di piante ornamentali (Abetelle, Agavi, Oleandri, Ortensie), quelle del quartiere Scopaia (costruite negli anni novanta) sono intitolate alle varie nazioni europee, e alcune della zona artigianale del Picchianti agli antichi mestieri.

## Elenco stradario
- Stradario di Livorno (A)
- Stradario di Livorno (B-C)
- Stradario di Livorno (D-K)
- Stradario di Livorno (L-O)
- Stradario di Livorno (P-R)
- Stradario di Livorno (S-Z)

## Toponimi scomparsi

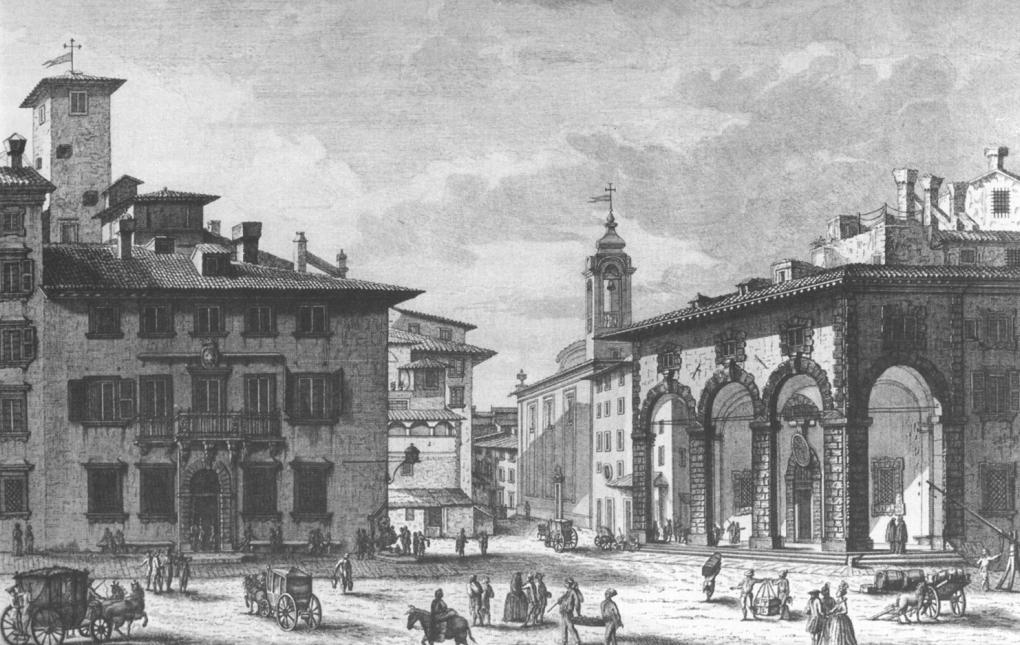
Piazza Anna di Francia, ora piazza del Municipio

In questa sezione sono presenti i nomi di strade e piazze scomparse a causa di demolizioni urbanistiche o per i bombardamenti della seconda guerra mondiale, e inoltre i nomi di località di epoca medievale dei quali si è persa la memoria.
Agulianaattestato nel 949, era antico villaggio della piana livornese.
Amuleattestato nel 949, antico villaggio della piana livornese.
Piazza Anna di Francia duchessa d'Aostaera una piazzetta adiacente alla Piazza Grande pre-bellica e prendeva nome dalla moglie di Amedeo d'Aosta. Ebbe questo nome dal 1929 al 1946 quando per le distruzioni della guerra e la successiva ricostruzione, la piazzetta fu inglobata nell'attuale piazza del Municipio. In origine si chiamò piazzetta avanti il Bagno vecchio perché qui c'era l'unica entrata del vecchio Bagno penale delle galere, costruito nel 1602 sul Bastione della Cera e demolito per ampliare l'ospedale di Sant'Antonio fra il 1870 e gli anni successivi. Guarnigione e prigionieri erano però già stati trasferiti in Fortezza Vecchia nel 1766, mentre il bagno da allora in poi fu trasformato in scuola militare. Successivamente, ma comunque prima del 1784, si chiamò piazzetta della Dogana con riferimento al Palazzo della Nuova Dogana costruito qui nel 1647 e nel quale oggi si trova la Camera di Commercio. Si chiamò anche piazzetta del Giuoco del Lotto da prima del 1846, perché nell'adiacente Palazzo della Dogana si tenne il gioco del lotto fin da quando fu introdotto a Livorno, nel 1749.
Arriannaattestato nel 949. Antico villaggio della piana livornese.
Via dei Bacchettonivecchio nome di parte di via dell'Angiolo, prendeva nome da una piccola chiesa retta dalla Compagnia delle Santissime Stimmate di San Francesco, i cui membri erano popolarmente chiamati "bacchettoni".
Piazzetta dei Barrocciera un largo situato fra via delle Stalle e via del Porticciolo. Si chiamò anche piazzetta del Porticciolo.
Trivio del Bertollapunto di incontro delle tre piccole piazze della Livorno medievale, vale a dire piazza Vecchia, piazza Galli Tassi e piazza del Nettuno. Anche questo toponimo prendeva nome dalla famiglia Bertolla e anch'esso scomparve con le demolizioni del 1939 (delibera del 27 ottobre dello stesso anno).
Blotitianoattestato nel 949. Antico villaggio della piana livornese.
Via del Borgosituata tra via della Biscottiera e via Sant'Antonio, anticamente si chiamò via dello Stradino della Scala dello Spedale di Sant'Antonio. La strada era lunga 108 braccia (circa 63 metri) e larga 5,5 (circa 3 metri) e scomparve con le demolizioni del 1901.
Via del Borgo vecchioin origine vicolo Sant'Antonio, poi via del Borgo, scomparve con le demolizioni del 1901.
Vicolo dei Bozzellaida via Sant'Antonio a piazza Galli Tassi. Il nome si riferisce all'antica presenza di una piccola fabbrica di bozzelli, un tipo di carrucola.
Piazza Buontalentifra via Cosimo Del Fante e via della Misericordia.
Scali del Buon viaggioandava da Piazza Arsenale alla Porta Murata, lungo il Canale dei Francesi. Il nome, antecedente al 1780, deriva dalla vicina chiesa della Madonnina del buon viaggio, poi sconsacrata nel 1785, dove andavano a pregare i marinai prima dell'imbarco.
Via della Calaera la strada che andava dalla Porta a Mare al Varatoio, parallelamente agli Scali Fascetti. Ebbe questo nome fin da prima del 1392.
Strada del Calambroneandava da via del Valessini alle fornaci in località Calambrone (che oggi identifica anche la frazione del comune di Pisa), che a sua volta prendeva nome dal fosso che la attraversava. Fino al 1570 il fosso si chiamava Calabrone.
Campoattestato nel 949. Antico villaggio della piana livornese.
Campo Galeanoarea medievale antistante la Porta a Terra dell'antico castello di Livorno, posta nell'area dell'attuale piazza del Municipio.
Canale dei Francesicanale costruito dai francesi del V Corpo d'armata nel 1799 per unire la Darsena al cantiere navale. Il canale esiste ancora oggi.
Piazzale del Cantiere di Porta Murataebbe questo nome dopo il 1870 e si trovava all'esterno delle mura in prossimità della Porta Murata. Dal 1965 fino ai primi anni del XXI secolo il piazzale fu occupato dal grande edificio industriale della LIPS Italiana. Il capannone fu demolito per consentire la realizzazione del quartiere Porta a Mare.
Via del Cappellouna delle prime strade di Livorno, esistente già nel 1392, prendeva il nome da un'osteria. Posta fra piazza della Fortezza Vecchia e piazza di Livorno vecchio, in origine si chiamò via del Lauro, poi cambiò nome in via dell'Oro (anch'esso nome di un'osteria) e, verso il 1660, via del Chiasso d'oro. La strada è poi scomparsa con le demolizioni del 1937.
Carbonaiaattestato nel 949. Antico villaggio della piana livornese.
Casale Gaviniattestato nel 949. Borgo medievale.
Casale Meruliattestato nel 949. Borgo medievale.
Via della Casinaebbe questo da prima del 1828 la strada che andava dal Borgo dei Cappuccini alla Casina delle ostriche, dalla quale prendeva il nome la strada. La Casina delle ostriche, già esistente nel 1619, era un luogo dove i frutti di mare venivano allevati, venduti e mangiati sul posto, frequentato spesso da aristocratici. La strada scomparve nel 1857 in seguito alle operazioni di rettifica del tracciato del Fosso Reale, ma il riferimento alla casina delle ostriche è passato in seguito al nome dell'attuale via della Vecchia casina.
Castello Navarettocon questo nome veniva indicata una località situata lungo il Rio Cigna e vicino alla via Pisana. Il luogo era noto anche come Madonna Luvisa d'Alfonso del Capraino.
Spianata dei Cavalleggeriè l'antico nome dello spiazzo sul quale nel 1927 fu costruita l'attuale terrazza Mascagni. Il nome si riferiva al fortilizio, un tempo qui esistente, presidiato da nove cacciatori volontari a cavallo adibiti al servizio di difesa costiera, comandati da un tenente. Il forte fu costruito nel 1595 e demolito nel 1872, aveva le scuderie al piano terra e gli alloggi dei cacciatori al primo piano; nel 1837 la spianata fu ampliata colmando l'adiacente insenatura detta Cala dei Cavalleggeri. Dal 1927 al 1943 si chiamò piazzale Costanzo Ciano.
Il Cerretinilocalità posta tra le vie di Montenero e Mondolfi, dove nel 1603 fu costruita la cappella dell'Apparizione, detta della Madonna di mezza via, riedificata nel 1956. La località era nota anche come Campo al lupo.
Via della Cinta internaera la strada che correva lungo il lato interno delle mura costruite nel 1835.
La Colombaialocalità posta ad est di Santo Stefano; vi prese nome un podere.
Via delle Colombeprima della costruzione della cinta muraria del 1835 questa strada irregolare conduceva ad alcune ville in Coteto partendo da villa Valsovano (che si trova ancora oggi tra le vie del Fagiano e Filippo Venuti). Si chiamava anche via dei Pensieri (ma era strada diversa dall'odierna via omonima). Con la costruzione delle mura la via scomparve perché tagliata in due. Indicazione del 1835: via delle Colombe o dei Pensieri, presso la Villa Valsovano, avanti la costruzione della nuova cinta portava ad alcune ville.
Vicolo delle Colombesi tratta di un vicolo ancora esistente ma chiuso da un cancello e quindi non più accessibile. L'entrata è in Corso Mazzini, nel tratto fra via Ricasoli e Borgo Cappuccini.
Via della Concordiaè una strada che avrebbe dovuto essere realizzata nell'attuale piazza della Vittoria in direzione dell'Attias ma che poi non fu costruita. Anche questo nome, come quelli delle altre strade della zona, faceva riferimento alla chiesa del Soccorso.
Strada o via dei Condottiseguiva il percorso delle condutture sotterranee dell'acquedotto costruito da Cornelio Mayer nel 1606 e proveniente dalla località di Limone. Fino al 1826 percorreva le attuali via Sant'Andrea, viale Carducci, via dell'Olmo, via Tripoli e via dei Condotti Vecchi.
Via delle Cucine vecchiestrada di ignota ubicazione attestata nel 1696.
Docciaera una fontana esistita fin dal 1600 che forniva l'acqua alle navi del porto. Si trovava presso il Lazzeretto di San Rocco ed era alimentata dalle fonti di Santa Chiara e del Fanale. La condotta dell'acqua si trovava nella darsena del cantiere.
Via della Dogana Vecchiain origine si chiamò via delle Gomene (o Gumine) poi via del Nettuno e si trovava fra gli scali dei Fascetti e piazza del Nettuno. In seguito il tratto vicino a via San Giovani fu chiamato via dello Scalo Regio e una parte della strada si chiamò via della Vecchia darsena dal 9 gennaio 1872. La strada scomparve nel 1939 con le ultime demolizioni edilizie prima dello scoppio della seconda guerra mondiale. Indicazione del 1791: Via delle Gumine, dalla piazzetta della Fortezza Vecchia a alla piazzetta della Dogana vecchia: è irregolare e non se ne può indicare la lunghezza e la larghezza e se ne indica la superficie che è di braccia quadrate 1600.
Via Erbosaantica strada che dal Pontino si congiungeva con l'attuale via Provinciale pisana. La strada percorreva le attuali via Solferino e via Mastacchi e il nome si riferisce al fatto che all'epoca si trovava in aperta campagna. Indicazione del 1747: tratto della via Erbosa, dalla via del Fosso Reale di San Marco fino al Riseccoli, braccia 620... ponte sul Riseccoli passa dalla Bastia dal cimitero (armeno) alla strada regia Pisana... braccia 2035.
Erbucciale più antiche attestazioni di questo toponimo si trovano in delibere del Consiglio della Comunità del 1531 e 1538. La località era situata sull'attuale via Roma, esattamente in corrispondenza dell'attuale Villa Fabbricotti. Il nome passò a quello del podere qui esistente, compreso tra la via Roma attuale, il Rio Maggiore e la via di Salviano, e appartenente ai fratelli Balbiani. Il toponimo dette origine anche al cognome Erbucci come è attestato da altre delibere del XVI e XVII secolo (Orazio e Vincenzo Erbucci furono gonfalonieri nei primi decenni del XVII secolo). Per taluni è da identificarsi con l'attuale via dell'Ambrogiana.
Via del Falconesi trovava all'incirca al posto dell'attuale galleria di via Cairoli. Prendeva nome da un'osteria e si chiamò anche via dell'Annunziatina e poi nel 1784 via Santa Maria, popolarmente nota come "Santa Maria degli Ebrei". La via scomparve nel 1925 in seguito alle demolizioni della zona e alla costruzione del Palazzo della Galleria.
Il Fanaletoponimo anteriore al 1600 che indicava una località situata tra l'inizio dell'attuale viale Rosa del Tirreno e le prime case del tratto di via Roma compreso tra piazza Matteotti e via Ambrogiana. In questo punto si trovavano la cappella del Fanale (detta anche del Castinelli, esistente fino al 1796) e la fonte del Fanale che insieme a quella di Santa Caterina riforniva la Doccia. Il toponimo dette poi nome all'omonimo sobborgo di Porta Maremmana.
Scali dei Fascettidallo Scalo Regio a piazza Micheli.
Felciaiocorrisponde all'attuale piazza Gavi.
Fondo Magnoattestato come Fundomangno nel 949. Nuovamente citato nel XVI secolo intendendo i terreni adiacenti all'attuale via Verdi, ove venne concessa l'apertura del cimitero inglese.
Fonte della Gugliaera così chiamata la fonte che si trovava fino al 1884 all'incrocio fra corso Mazzini e Borgo Cappuccini, per la presenza di una delle guglie che segnavano il limite della zona non edificabile.
Fonte di Santo Stefanoera situata in via Provinciale pisana, nei pressi della chiesa di Santo Stefano. Qui erano i ruderi di un acquedotto costruito nel 1154.
Scali delle Fontinescomparsi nel 1898 con l'interramento del fosso di viale Caprera.
Via delle Formicheprese il nome dall'osteria delle Formicole esistente nel 1745, ma si chiamò anche Viucciola. Scomparve in parte per la distruzione di alcuni edifici durante i bombardamenti aerei della seconda guerra mondiale e in parte per la costruzione di un garage che chiuse definitivamente la strada.
Galanchiolocalità una volta paludosa a nord dell'attuale foce dello Scolmatore dell'Arno.
Piazza Galli Tassisorta con le demolizioni del 1837 si chiamò inizialmente piazza San Giovanni, riprendendo il nome dell'adiacente via San Giovanni. Fu radiata il 27 ottobre 1939 e scomparve con le demolizioni di quell'anno. La famiglia Galli Tassi finanziò nel 1862 il vicino ospedale di Sant'Antonio.
Via dei Gattiindicazione del 1784: dagli scali San Giovanni Nepomuceno a via del Consiglio, braccia 61.
Gigantetoponimo attestato fin dal 1686 nel tratto dell'attuale via Garibaldi compreso fra via Galilei e piazza Barriera Garibaldi (tratto un tempo indicato come "fra le due guglie"), precisamente a nord di via della Bastia. Prendeva nome dall'osteria del Gigante, esistita fra il 1745 e il 1794. Qui si trovava una fonte pubblica con una colonna monumentale; la colonna oggi si trova all'ingresso del Parco Pertini.
Gnurignanoattestato nel 949.
Vicolo delle Gomeneanticamente si chiamò vico di Lauro, poi Malcantone fino al 1578, esisteva già nel 1392 e si trovava di fronte alla Porta a Mare. In seguito si chiamò vicolo Sant'Antonio. La strada scomparve con le demolizioni del 1939. Metteva in comunicazione piazza del Nettuno con via del Chiasso d'oro (e in seguito con piazza San Giovanni) e scomparve in seguito alle demolizioni del 1939. Secondo una vecchia indicazione andava dalla piazza San Giovanni alla piazza del Nettuno, lunghezza braccia 25.
Vicolo Holtera una breve strada (lunga 522 braccia) che andava da scali delle Barchette a viale Caprera. Da prima del 1694 era anonima e veniva indicata come "stradino senza cartello di nome", in seguito si chiamò vicolo delle Barchette e scomparve con i bombardamenti aerei del 1944.
Piazza delle Isolene facevano parte le attuali piazze Giuseppe Emanuele Modigliani e Benedetto Brin. Scomparve in seguito alla costruzione di edifici.
Piazzetta Lavagnaera una piazzetta triangolare situata sul retro del Palazzo dei Tre Leoni (il cui antico proprietario si chiamava Lavagna), fra via Maggi e scali Olandesi, scomparsa nel 1965 quando fu costruito un nuovo edificio.
Via dei Lavatoicorrisponde in pratica al tratto di viale Avvalorati (lato Fosso) fra piazza della Repubblica e il ponte dell'Angiolo (all'altezza di via Ganucci). La strada comunicava con via San Giovanni Nepomuceno attraverso un arco adiacente al Teatro degli Avvalorati, ma nel 1920 l'arco fu chiuso. Il tratto fra via San Giovanni Nepomuceno e via dell'Angiolo si chiamò scalo del Copertini da prima del 1784 e fece parte di via della Pera (che comprese anche il tratto di via San Giovanni Nepomuceno denominato Magazzini delle Mummie, tra il cavalcavia del Teatro degli Avvalorati e il tratto scomparso della via dell'Angiolo che si trovava nell'attuale viale degli Avvalorati; il nome di via della Pera derivava da quello di un'osteria). Il nome derivava dai lavatoi pubblici esistenti nel sotto suolo di via dell'Angiolo e via dei Lavatoi, davanti alla Fortezza Nuova, fin dal 1739. I lavatoi furono interrati nel 1960 e la strada scomparve nel 1964.
Le Lenzelocalità situata fra il cimitero inglese e Borgo Cappuccini, attestata fin dal 1686. La "lenze" erano terreni terrazzati esistenti in questa zona prima che divenisse una zona edificata.
Via delle Lenzenon è stata individuata con precisione ma gli antichi documenti la collocano tra Borgo Cappuccini e via del Littorale (attuale viale Italia).
Piazzetta di Livorno vecchioesiste con questo nome da prima del 1660 e si trovava all'incirca in corrispondenza dell'attuale palazzo del Portuale. Quando nel 1837 fu demolito l'edificio situato fra via del Cappello e lo Stradino fu creata una piazza di fatto unita alla piazzetta di Livorno vecchio ma con un nome diverso, piazza San Giovanni. In seguito le due piazze ebbero un'unica denominazione, piazza Galli Tassi, dal nome del finanziatore del vicino ospedale di Sant'Antonio. Tutto scomparve nel 1939 con le demolizioni precedenti alla costruzione del nuovo palazzo del Governo (realizzato nel 1942).
Via delle Macchieantica strada vicinale che attraversava il vasto podere del Vigna e dopo aver superato il podere di Casalpigna (attuale zona Via Orosi); dopo aver superato il Rio Cigna, proseguiva verso est e sud per innestarsi nella via dei Condotti.
Maglio o Palla al Magliolocalità attestata da prima del 1663 e posta tra via Garibaldi e l'asse via Galilei-via Palestro. Il nome si riferiva ad un gioco; qui si trovava una sorgente che alimentava l'antico acquedotto mediceo e alcuni cimiteri (quello olandese e quello ebraico).
Via dei Magnaniil nome si riferiva alle botteghe dei magnani qui presenti. Verso il 1392 il tratto a monte si chiamò vico del Leone o vico Lione, poi prima del 1660 si chiamò via Dietro il Bagno, poi via dei Forni, poi via Cara del Leone; il tratto verso mare invece si chiamò Vico Nuovo intorno al 1392 e fu una delle prime strade del villaggio di Livorno, poi da prima del 1700 via dei Forni regi (o semplicemente via dei Forni), poi via della Biscotteria e infine prima del 1784 via del Re David (dal nome di una locanda). In questo tratto di strada esistevano i forni da pane e da biscotto che appartenevano alla Comunità, al Bagno delle Galere e alla marina da guerra. I forni dovevano essere numerosi perché sappiamo da una delibera del 1610 che venti di essi erano autorizzati, mediante sorteggio, a rifornire anche gli ammalati del vicino ospedale di Sant'Antonio. Questi forni esistevano da prima del 1600 ed erano chiamati "forni della scaletta" e "forni della biscotteria delle galere". I forni appartenenti alla Comunità furono soppressi il 4 febbraio 1776, gli altri pochi anni dopo. La strada scomparve con le demolizioni degli anni 1901 - 1905.
Magrignanovillaggio altomedievale situato poco a est dell'attuale quartiere di Coteto. Probabilmente il nome deriva dal gentilizio romano Macrinius, proprietario del fondo sul quale nacque il villaggio. Il nome è stato riutilizzato per indicare una vicina area urbanizzata nei primi anni del XXI secolo (il Borgo di Magrignano).
Maria del Belgio principessa di Piemonteera la parte dell'attuale piazza del Municipio antistante lo stesso Palazzo del Municipio, costruito nel 1720, anno in cui la piazzetta ricevette il nome di piazzetta della Comunità. In seguito fece parte della vecchia piazza Grande fino al 1929 quando fu chiamata piazza Maria del Belgio principessa di Piemonte. Nel 1946 questo nome fu radiato e la piazzetta tornò a far parte di piazza Grande e poi di piazza del Municipio. Da alcune delibere del 1646 sembra di capire che esistesse un palazzo della Comunità prima della costruzione del Municipio; questo palazzo potrebbe essere identificato con la Casa del Porticciolo, all'incirca sul luogo dell'attuale Municipio. Anche piazza Cavallotti talvolta si chiamò piazza della Comunità perché qui si riunì qualche volta il consiglio comunale nella spezieria di un tale Grassi.
Maringnanoattestato nel 949.
Mascianaattestato nel 949.
Via Mediceafu realizzata nel 1606 con il nome di via della Porta nuova, poi nel 1765 prese il nome di via Leopolda e infine il 9 gennaio 1872 fu rinominata via Medicea in ricordo della dinastia dei Medici. Era lunga 77,5 braccia e larga 9 e si trovava lungo l'asse centrale di quella che ora è la via Pietro Tacca. La strada collegava via delle Gomene a via Sant'Antonio e scomparve con le demolizioni del 1937-1939.
Via di Mezzodetta anche via della Natività (perché qui, presso la chiesa di San Ferdinando, esisteva la chiesa della Natività di Maria costruita nel 1631), in origine era a fondo cieco con entrata da piazza Anita Garibaldi, poi fino al 1899 fu unita a via delle Formiche. Sia la strada che la chiesa scomparvero a seguito delle demolizioni avviate nei primissimi anni del XX secolo finalizzate a migliorare le condizioni igieniche della Venezia Nuova. Attualmente il suo spazio è occupato dai giardinetti di piazza Anita Garibaldi, tuttavia l'area è interessata dalla riapertura del Canale dei Navicelli (interrato sul finire dell'Ottocento) e dalla prossima ricostruzione di alcuni immobili.
Il Moroera il punto terminale della vecchia via del Pantalone e prendeva nome da un'osteria.
Via di Mulinaraindicazione del 1816: dalla via Fonda passando dal luogo detto La Chiesaccia per la tenuta di Collinaia, porta ai nuovi mulini fabbricati da Pietro Brandi, al termine della strada che va in Popogna, lunga 2/3 di miglio.
Murorutoattestato nel 1017.
Piazza del Nettunosi chiamò in origine piazzetta avanti la Porta a Mare, dal nome della porta davanti alla quale si trovava la piazza. Poi si chiamò piazza della Dogana vecchia perché qui si trovava la dogana del castello di Livorno, costruita da Cosimo I nel 1544, e piazza del Bertolla perché la famiglia Bertolla era proprietaria di un grande edificio che si affacciava su questa piccola piazza del nucleo medievale di Livorno. Infine si chiamò piazza del Nettuno a causa di una grande statua marmorea raffigurante Nettuno che la famiglia Bertolla aveva acquistato da un antiquario a Roma e fece mettere nel 1789 sulla fontana posta all'angolo del loro palazzo; danneggiata la statua fu poi trasferita nelle proprietà pisane della famiglia. In un locale di questa piazza sarebbe stata aperta la prima sinagoga della città. Vi si trovava anche la sede del consolato imperiale. La piazza scomparve con le demolizioni "risanatrici" del 1939.
Olivetoattestato nel 949. Si riscontra ancora la località nei terreni posti tra la Puzzolente e la stazione ferroviaria.
Olivuleattestato nel 949.
Via dell'Ortola strada fu così chiamata nel 1660, in riferimento all'orto dei frati francescani, che ne furono proprietari fino al 1692 e sul quale fu costruita la chiesa degli Armeni nel 1714. Nel 1846 la strada fu rinominata via degli Avvalorati e il nome di via dell'Orto fu assegnato alla breve strada che da qui andava in via della Pera. La strada scomparve nel 1964 con la realizzazione del nuovo viale degli Avvalorati, sul cui lato sud si trovava.
Largo della Palla a cordasi chiamò così dal 1660 circa il largo situato tra le attuali vie Santa Fortunata e Buontalenti. Il nome si riferiva ad un gioco che qui si faceva.
Pectuliattestato nel 949.
Piazza della Pescheria Nuovapresso la Corte d'Assise.
Via di Pescheria vecchiasi chiamò in precedenza via di Pescheria. Indicazione dell'epoca: dalla piazzetta del Villano al canto della via Leopolda.
Via dei Pesciaioliin precedenza si chiamò via del Pesce e scomparve nel 1908. Indicazione dell'epoca: da via di Pescheria vecchia al canto della fonte del Villano.
Scali del Piaggionescomparsi nel 1898 con l'interramento del fosso di viale Caprera. Prendevano nome dal Piaggione dei Grani, un grande deposito di granaglie situato lungo questi scali. Nel 1960 l'ultimo tratto di questi scali ormai scomparsi ebbe il nome di Erta dei Risicatori.
Podii della Bastiatoponimo preesistente al 1559, situato vicino alla chiesa di Santo Stefano presso il condotto del Poggio alle Capanne.
Piazza Carlo Poeriopatriota (1805 - 1867); radiata nel 1888 e scomparsa nel 1893 quando vi fu costruita la scuola elementare Antonio Benci. La piazza, di forma semicircolare, era speculare a piazza Manin e fu realizzata intorno al 1850 con la demolizione dei baluardi sul Fosso Reale.
Ponte alla Bellana o di Bellanoaveva questo nome da prima del 1782 e si trovava presso il Mulinaccio (nei presso dell'attuale largo Bellavista).
Ponte di Crocettascomparso nel 1898 con l'interramento del canale di viale Caprera.
Ponte del Fedinel 1817 si trovava in corso Mazzini all'incrocio con via San Carlo.
Ponte di Gasperinoera il nome con cui era conosciuto l'incrocio fra via Mentana e corso Amedeo, fin dal 1781.
Ponte de' Lamipiccolo ponte che si trovava all'incrocio fra corso Amedeo e via dell'Origine. Aveva questo nome da prima del 1780 perché si trovava sui terreni della famiglia Lami.
Ponte di Porta a Pisaera situato sul lato nord di Piazza della Repubblica e fu demolito nel 1844, con la costruzione del Voltone.
Ponte di Santa Luciasi trovava in corrispondenza dell'incrocio delle attuali via dei Pensieri e viale Italia.
Porta del Casoneera l'entrata del Casone, la grande caserma che chiudeva via Cairoli. Attraversata la porta, una rampa conduceva sul bastione retrostante, anch'esso denominato del Casone. La porta fu costruita nel 1628 e demolita nel 1828, anno in cui fu la struttura fu ricostruita, col nome di Porta Leopolda, per facilitare i collegamenti con i sobborghi esterni. Fu progettata da Luigi de Cambray Digny e dopo soli tre anni fu demolita a seguito dell'ampliamento della cinta daziaria di Livorno.
Porta della Chiattasi trovava fra la darsena della Torretta e la darsena interna della Dogana d'acqua. La porta fu chiusa nel 1870 per l'interramento della darsena della Torretta.
Porta a Marefu costruita nel 1835 nel punto in cui il Canale dei Lazzeretti attraversava l'attuale piazza Orlando; fu demolita nel 1890. Attualmente il nome indica un quartiere di prossima realizzazione nella vicina area dell'ex Cantiere navale fratelli Orlando.
Via di Porta Muratarealizzata nel 1865, metteva in comunicazione via dei Calafati e via del Molo Mediceo in corrispondenza del ponte girante.
Porta dei Navicellisi trovava in corrispondenza dell'attuale ponte di marmo, all'inizio di via Borra.
Scali di Porta Trinitàsituati tra il ponte omonimo e il ponte di via della Venezia, di fronte agli Scali del Piaggione, sul lato sud dell'attuale viale Caprera, verso la Fortezza Vecchia. Scomparvero nel 1898 con l'interramento del fosso e la costruzione di viale Caprera. Prendevano nome dalla porta costruita nel 1676 e demolita nel 1844.
Porta a Terrafu aperta nelle mura pisane del 1392 e aveva forma triangolare. Si trovava al termine di via San Giovanni, fra le attuali Camera di Commercio e Banca d'Italia. Oggi il nome identifica l'area commerciale posta alle spalle della Stazione di Livorno Centrale, dove è presente anche il Modigliani Forum.
Via del Porto Pisanostrada antichissima che originariamente costeggiava le banchine del Porto Pisano e nei secoli successivi con il ritirarsi del mare divenne una strada di campagna che corre nel suo tratto più ad est lungo la linea della Sgronda. Iniziava presso il podere della Torretta (zona via del Testaio) e con andamento quasi rettilineo andava verso nord-est, attraversando l'attuale fascio di binari della Stazione San Marco proseguiva secondo l'attuale tracciato della via Fabio Filzi, attraversava il Rio La Cigna, in prossimità dell'attuale Cimitero Comunale, ove si trovava l'antico podere il Palazzotto e continuava attraversando l'attuale cimitero per ricongiungersi con la via Maestra Pisana in località Santo Stefano.
Via del Pozzettoè il vecchio nome di un tratto dell'attuale via del Tempio, compreso fra via Piave e via Reale. Esisteva già nel 1784 e scomparve in seguito ai bombardamenti della seconda guerra mondiale.
Pulianoattestato nel 949.
Strada di Quarataandava dal Gabbro al Santuario di Montenero e prendeva nome da una località che nel 1606 era così indicata: tenuta botri e valli, vi è un castello rovinato di Quarata; confina con Cafaggio e botro Quarata. L'esistenza di questa strada è attesata fino al 1774 quando fu chiusa e riaperta.
Vicolo Quaratesida via San Giovanni a via Sant'Antonio. Esisteva da prima del 1784 e scomparve con le demolizioni del 1908. Si chiamò in origine via dei Quaratesi (anziché vicolo), dal nome dalla famiglia proprietaria degli immobili, ma si chiamò anche stradino di Sant'Antonio, vico del Settino verso il 1392 e vicolo di Borgo.
Via Remotaera una breve strada che andava da via delle Commedie a via del Mulino a vento e aveva questo nome da prima del 1781. Scomparve nel 1952 in seguito alla demolizione di alcuni edifici danneggiati dai bombardamenti aerei della seconda guerra mondiale e alla ricostruzione in posizione leggermente diversa dei nuovi palazzi. Il nome alludeva alla posizione della strada, nascosta nell'angolo più "remoto" del rione del Mulino a vento, addossata alle antiche mura. Omonima di una strada di Montenero.
Rio Maioreattestato nel 949.
Riuttaattestato nel 949.
Via della Rosa biancaesisteva da prima del 1660 e prendeva nome da un'osteria che a sua volta derivava dal nome di una delle 12 compagnie del presidio militare. Qui era presente dal 1757 la Chiesa greco-ortodossa della Santissima Trinità (che venne soprannominata chiesa della Rosa Bianca), la prima mai costruita in tutta l'Europa occidentale. Con le demolizioni effettuate fra il 1901 e il 1908, la chiesa fu isolata dagli edifici circostanti e inclusa nel giardino dell'Ospedale di Sant'Antonio. Fu definitivamente demolita nel 1942 per far posto al nuovo Palazzo del Governo. Il tratto che fiancheggiava il Bagno penale e sboccava in via delle Carceri si chiamò via Dietro il Bagno già nel 1660. La strada scomparve con le demolizioni del 1901.
Rotaattestato nel 949.
Sala Regiattestato nel 949.
Via del Salciofiancheggiava il lato nord-est della chiesa del Soccorso e scomparve nel 1889 quando fu realizzata l'attuale piazza della Vittoria. Il nome si riferiva alla presenza di un salice.
Sampieriera il nome dell'isolato che si trovava tra via Fiume e le scomparse via del Pesce e Pescheria vecchia. Era anche il nome di un podere ad Antignano, nella località Il Giardino, dove si trovava una sorgente che forniva l'acqua al villaggio fin dal XVII secolo.
Sancta Iuliaattestato nel 949.
Sancto Quiricoattestato nel 949.
Via o scali San Giovanni Nepomucenosboccava in via del Consiglio e in via dell'Orto. Scomparve durante i bombardamenti della seconda guerra mondiale e fu inglobata nel nuovo viale degli Avvalorati del dopoguerra. Aveva questo nome perché la statua di questo santo si trova dal 1739 sul ponte qui esistente. Prima del 1784 si chiamarono scali del Ponte della Madonna. Il tratto di via della Madonna posto fra viale degli Avvalorati e il ponte dei Domenicani si chiamò via del Ponte di San Giovanni Nepomuceno.
Via San Martinoera una traversa dell'attuale via Cairoli e fiancheggiava il retro della Sinagoga, infatti si chiamava in origine via Dietro la Scuola. Scomparve con le demolizioni del 1866 e del 1919. L'ingresso da via Cairoli era situato in corrispondenza dell'attuale palazzo delle Poste Centrali.
Via San Michelecollegava via Roma e via dei Pensieri e arrivava fino a Salviano. La strada prendeva nome dalla piccola cappella qui costruita nel 1703. La strada scomparve nel 1888, in seguito alla costruzione dell'ultima cinta muraria.
Santa Chiarazona approssimativamente compresa tra le attuali via Verdi (lato Borgo Cappuccini) e via dei Carrozzieri; in questa zona esisteva una fonte che alimentava tramite un condotto la Doccia del Lazzeretto di San Rocco.
Via Sant'Annascomparsa nel 1944, prese nome dalla chiesa qui costruita nel 1631 e demolita nel 1905 (si veda la voce chiesa di San Ferdinando). Indicazione del 1721: dalla piazzetta del Luogo Pio alla via delle Formiche, braccia 122.
Piazza Sant'Antonioin origine si chiamò piazzetta e poi piazza Vecchia ed è probabile che si sia formata con la costruzione della chiesa di Sant'Antonio e dell'ospedale anch'esso intitolato a Sant'Antonio, la cui esistenza è attestata fin dal 1287. Accanto alla chiesa fu costruita nel 1502 la caserma dei Lanzi.
Via Sant'Antoniosboccava in via San Giovanni e piazza del Villano. Era divisa in due tratti da piazza Vecchia, dei quali il primo tratto si chiamò anche via della Pescheria e costeggiava il Bastione del Villano. Il 4 settembre 1685 avvenne in questa strada un attentato alla vita del governatore Alessandro Del Borro per mano del conte francese Giovanni Bogito di Mamber, il quale era stato da lui rimproverato per le sue prepotenze. Del Borro si salvò mentre Bogito, ferito, venne arrestato e decapitato il 22 settembre nell'attuale Piazza Grande, di fronte al Duomo. Il tratto fra piazza Vecchia e piazzetta del Villano si chiamò via della Rocca Vecchia, via della Pescheria e via della Pescheria vecchia. La Rocca Vecchia (o Bastione del Villano) era di origine molto antica e fu demolita nel 1606; probabilmente fu chiamata "vecchia" quando fu costruita la Rocca Nuova, poi inglobata nella Fortezza Vecchia. Si trovava davanti alla darsena, all'incirca in corrispondenza dell'attuale palazzo dell'INPS. Il tratto della strada fra via San Giovanni e piazza Vecchia si chiamò via Santa Giulina perché al numero 5 c'era un oratorio con questo nome, poi ridotto a magazzino, realizzato nei locali di un vecchio edificio dopo la demolizione nel XVI secolo dell'antica chiesa di Santa Maria e Giulia che si trovava nella vicina piazza della Fortezza Vecchia, in corrispondenza dell'attuale comando provinciale della Guardia di Finanza.
Scali delle Saponieresi chiamavano così da prima del 1784 con riferimento a fabbriche di sapone che qui esistevano. In origine si chiamarono scali delle Case Pie e poi scali delle Bilance, dal nome di un tipo di barca da pesca. Scomparvero nel 1898 con l'interramento del Canale dei Navicelli e la realizzazione di viale Caprera.
Via del Sassettoda via del Mulino a Vento a via delle Commedie, intorno al 1784 si chiamò via del Mulino a Vento. La strada era lunga 57 metri. Ebbe questo nome da prima del 1784 in riferimento all'osteria del Sasso che qui esisteva già dal 1739. In precedenza si era chiamata via dello Scoglietto (altro nome di osteria) e via del Bastione del Mulino a vento (perché conduceva in cima a questo bastione). Nel 1952 la strada scomparve in seguito alla demolizione e ricostruzione degli edifici della zona, già danneggiati dai bombardamenti aerei della seconda guerra mondiale.
Via della Scalastrada della Livorno medievale, già esistente nel 1392, che si trovava fra via della Biscotteria e via Sant'Antonio. Prendeva nome dalla scala con la quale si accedeva all'Ospedale di Sant'Antonio. Si chiamò anche stradino della Scala dello Spedale di Sant'Antonio, via del Borgo e Borgo vecchio. Scomparve in seguito alle demolizioni del 1901.
Via dello Scalo Regioda via San Giovanni a piazza del Nettuno. Detta anche via della Cala. Si chiamò così dal 1837 dal nome dello scalo dove i granduchi si imbarcavano. In origine si chiamò via dei Quartieri di Porta nuova poi dal 1784 via delle Gumine (cioè Gomene). La strada e il nome sono scomparsi a seguito delle demolizioni, ma sono sopravvissuti i due pilastri che individuano lo "scalo regio" vero e proprio (attualmente in piazza della Fortezza Vecchia, ai piedi del nuovo ponte di Santa Trinità).
Via del Setteda via dell'Angiolo a via delle Galere, girava attorno all'attuale cinema Gragnani. Parte della strada esiste ancora ma è chiusa da un cancello. Era detta anche Settino dei Greci, perché aveva la forma di un 7 e si trovava dietro la chiesa dei Greci Uniti.
Setteriattestato come Sectari nel 949 e come Septere nel 1017.
La Sgrondaera denominata così quella zona che segnava l'antica linea della costa delimitante l'antico Porto Pisano e che ancora oggi si rileva sul lato nord del muro di recinzione del Cimitero Comunale c.d. dei Lupi. Il nome rimase fino al completo risanamento della zona della Paduletta e della Colmatina.
Rio Sicculo o Riseccoli
Sobborgo del Casoneo Sobborgo di Porta Nuova era il quartiere formatosi nel 1828 dopo la costruzione della Porta Nuova nel Bastione del Casone e l'allungamento di via Cairoli nell'attuale via Ricasoli. La Porta Nuova (o Leopolda) fu demolita dopo soli tre anni.
Via degli Spaltiera una lunga strada che si estendeva lungo gli "spalti", ovvero le mura che proteggevano il Fosso Reale sul lato esterno alla città. Nel corso del tempo la strada fu rettificata, spezzettata e i vari tratti assunsero nomi propri: ne fecero parte le attuali via Crimea, piazza Santi Pietro e Paolo, via dell'Indipendenza, via Maggi e via Mentana.
Spiaggia del Bersagliolocalità individuata nel XVIII con il tratto di spiaggia che si era formata con il ritirarsi del mare dall'antico Porto Pisano, e che posta a nord-est della Torre del Marzocco (approssimativamente dove si colloca adesso il Piazzale Zara, era usata per l'esercitazioni dell'artiglieria, chiudendo a nord l'angusta insenatura sabbiosa creatasi tra le antiche torri pisane e l'attuale Via S. Orlando (attuale area del Canale Industriale e la Darsena Toscana).
Via delle Spigheda prima del 1843 univa Borgo dei Cappuccini, Borgo San Jacopo e corso Mazzini. Nel 1949 fu divisa tra via Corcos e via Micheli.
Stradinocollegava piazzetta della Dogana vecchia al Chiasso d'oro. Era lunga solo 20 braccia (circa 11 metri) e larga 5 (circa 3 metri).
Via dello Studiotra piazza Magenta e via dell'Origine. Ora via Cesare Battisti.
Via Suburbana o strada Suburbanaera la lunga strada che percorreva il lato esterno delle mura cittadine (circuito del 1888). Nel corso del tempo i vari segmenti hanno assunto un nome proprio e precisamente: via della Cinta esterna, via Mastacchi, viale Ippolito Nievo, viale Alfieri, viale Mameli, viale Petrarca, viale Boccaccio, viale Nazario Sauro.
Tecglaattestato nel 949.
Tepotitionaiaattestato nel 949.
Via Terrenistrada che univa l'attuale piazza Due giugno a via Garibaldi. Fino al 1872 si chiamò via San Giuseppe, poi il 9 gennaio 1872 fu chiamata via Terreni, in ricordo di due pittori, i fratelli Terreni. Il 17 dicembre 1923 fu ceduta alla Scuola Industriale e radiata.
Via del Traforoandava da piazza Cavallotti a via dell'Olio, cioè al tratto scomparso di via dei Cavalieri che sboccava in Piazza Grande attraverso un passaggio coperto ("traforo") che dette il nome alla strada. Via del Traforo esisteva con questo nome da prima del 1784, ma in precedenza si chiamò Viucciola e per un certo periodo fece parte di via dell'Olio.
Tre palazzinome dell'edificio costruito nel 1708 al posto dell'antico porticciolo dei Genovesi del 1412. L'edificio scomparve durante la seconda guerra mondiale e al suo posto fu edificato il palazzo degli uffici comunali, comunemente detto Palazzo dell'Anagrafe.
Tribio Alduli(1017)
Via Troncasi trovava nel vecchio Borgo dei Greci a San Jacopo, fra le attuali via del Moro e via Sant'Agostino.
Via del Valessiniesisteva da prima del 1791 e andava da via Palestro alla via del Calambrone.
Varatoioera lo spazio dove venivano varati i vascelli e si trovava davanti all'antica Porta a Mare, all'incirca davanti all'attuale Palazzo del Portuale e parte dell'area della Fortezza Vecchia. Aveva questo nome fin da prima del 1392.
Piazza Vecchiain origine si chiamò piazza Centrale, poi dal 9 gennaio 1872 si chiamò piazza Vecchia. Esisteva già nel 1392 ed era una delle prime piazze del villaggio medievale di Livorno, insieme al Varatoio e piazza Sant'Antonio. Collegava via Sant'Antonio a piazza del Nettuno.
Borgo Vecchioda via Magnani a via Sant'Antonio.
Villamagnaattestato nel 949.
Piazza del Villanosi trovava tra le attuali via Fiume e via Tellini e prendeva nome dallo scomparso Bastione del Villano (detto anche Piaggioncino o Bastione di Porta Nuova; si trovava tra l'attuale via Fiume e la Darsena) e dalla Fontana del Villano, che nel nome ricordavano i villici livornesi difensori di Livorno e del suo castello durante l'assedio delle truppe dell'imperatore Massimiliano nel 1496. La statua del Villano era opera di Romolo del Tadda ed è scomparsa verso la metà del XVII secolo. Ebbe questo nome nel 1784 e in precedenza si chiamò piazzetta della Pescheria Vecchia, perché qui aveva sede il vecchio mercato del pesce.
Villa Pititiennaattestato nel 949.
Vicolo Vincentiin origine vicolo del Luogo Pio, era una breve strada che dal viale Caprera conduceva alla piazza del Luogo Pio. Aveva questo nome dal 1872 in riferimento al capitano Francesco Vincenti (1738 - 1804), comandante del Lazzeretto di San Rocco. Scomparve nel 1951 con la demolizione di edifici danneggiati nel 1944 e il suo spazio fa parte dell'attuale piazza del Luogo Pio.
Waraldaè il nome alto-medievale, di origine longobarda, dell'odierno rione di Fiorentina. La località è descritta nei documenti dell'epoca come situata fra la Terra Comitorum ("Terra dei Conti", cioè dei Ghisolfingi conti di Pisa), il rivus Waralda, il rivus Molinarius ("rio dei molini", presso l'attuale piazza Garibaldi) e il rivus Sulculus ("piccolo solco", poi chiamato Riseccoli, l'attuale via Galileo Galilei). In questa località si sarebbe trovata la pieve di Santa Giulia di Porto Pisano, distrutta nel 1268 dai soldati di Carlo d'Angiò. Il nome è attestato come Vuaralda nel 1017 e in seguito come Guaralda.